# °C-ute
℃-ute (キュート?) fue un grupo femenino japonés bajo Hello! Project. El carácter "℃" (grado Celsius) es sustituido por "C" con el propósito de expresar que el guion no tiene ningún significado en particular. La pronunciación correcta de este grupo en japonés es kyuuto (キュート). Sus ventas de CDs y DVDs combinados superan el millón de copias vendidas en Japón. Su sencillo más vendido fue Arigatou ~Mugen no Yell~ / Arashi wo Okosunda Exciting Fight! con 73,018 copias y su sencillo menos vendido fue Sekaiichi HAPPY na Onna no Ko con 19,830 copias. El 12 de junio de 2017, el grupo se disolvió en un concierto final en Saitama Super Arena

## Historia

### 2002–2004: Hello! Project Kids
El 30 de junio de 2002, todos los miembros de ℃-ute fueron escogidos inicialmente para formar parte de Hello! Project Kids. Más tarde en ese año, Airi Suzuki y Mai Hagiwara se volvieron miembros de 4KIDS y aparecieron en la película Minimoni the Movie Okashi na Daibouken!. Un año después, algunos miembros fueron escogidos para formar parte de bandas lideradas por miembros de Morning Musume: Suzuki fue seleccionada para estar en Aa! mientras que Erika Umeda, Maimi Yajima y Murakami Megumi estuvieron en ZYX. Ambas units duraron poco, y su actividad paró cuando mitad de los miembros de Hello! Project Kids fueron escogidas para formar Berryz Koubou en enero de 2004. Las demás niñas luego formarían ℃-ute.

### 2005
En 2005, las chicas que no fueron escogidas para formar Berryz Koubou formaron ℃-ute. El grupo fue oficialmente anunciado el 11 de junio de 2005, aunque ya había rumores de su formación meses antes del anuncio.

### 2006
En enero, Kanna Arihara, un miembro de Hello Pro Egg, fue añadida en el comienzo del Hello! Project Winter 2006 tour, como parte del equipo Wonderful Hearts.
El 1 de noviembre, Megumi Murakami dejó el grupo de repente sin ceremonia de graduación. En su concierto debut, a cada miembro se le dio un color usado para la merchandise, trajes... Los colores eran: Umeda Erika - amarillo; Yajima Maimi - rosa; Nakajima Saki - naranja; Suzuki Airi - verde; Okai Chisato - azul; Hagiwara Mai - morado; y Arihara Kanna - rojo.

### 2007
El 21 de febrero, ℃-ute lanzó su sencillo debut Sakura Chirari. En su primera semana obtuvo el quinto puesto en las listas del Oricon, un puesto ni siquiera conseguido por Morning Musume (alcanzaron el 6º puesto). Con su sencillo debut, se convirtieron en el grupo más joven (con una edad media de 13) en llegar al top 10.
El 30 de diciembre, ℃-ute fue escogido como "Mejor Nuevo Artista" por los Japan Record Awards. 14 de los 21 jueces votaron por ellas. El productor Tsunku recibió el premio mientras la pantalla mostraba a las chicas llorando en el vestuario después de su actuación.
El 31 de diciembre, ℃-ute cantó en la 58 edición del NHK Kouhaku Uta Gassen como parte del grupo especial junto a Morning Musume y Berryz Koubou. Mai Hagiwara se convirtió en la persona más joven en participar en un Kouhaku Uta Gassen, rompiendo el récord de Ai Kago. (El récord de Hagiwara fue roto al año siguiente.)

### 2008

Antiguo logo de ℃-ute usado desde el 11 de junio de 2006, hasta 31 de marzo de 2015

A finales de año, ℃-ute fue nominado al principal premio de los Japan Record Awards, el Grand Prix, con la canción "Edo no Temari Uta II", que fue escogida como uno de los mejores trabajos del año, pero perdió contra EXILE y tuvieron que conformarse con el Gold Award.

### 2009
El 29 de junio, ℃-ute anunció su 10º sencillo. Luego anunciaron que se titularía "EVERYDAY Zekkouchou!!" el 9 de julio.
El 10 de julio, Arihara Kanna dejó ℃-ute y Hello! Project.
Erika Umeda se graduó el 25 de octubre para ser modelo. Este fue el tercer miembro en dejar el grupo, pero la primera en tener concierto de graduación. EVERYDAY Zekkouchou!!, lanzado en septiembre, fue el último sencillo de Umeda con el grupo. El sencillo obtuvo el 2º puesto en las listas semanales del Oricon y el primer puesto en el diario.
En su primer evento como grupo de 5 miembros, se anunció que los miembros tendrían nuevos colores. Los colores son ahora: Yajima Maimi - rojo; Nakajima Saki - azul; Suzuki Airi - rosa; Okai Chisato - verde; Hagiwara Mai - amarillo.
El 2 de noviembre, ℃-ute anunció su 11.º sencillo titulado SHOCK!, que salió el 6 de enero de 2010.

### 2010
El 8 de enero, ℃-ute anunció su 5º álbum, Shocking 5, el cual salió el 24 de febrero.
℃-ute anunció en un programa de radio que abrirían un blog.
SHOCK!, su 11º sencillo, que salió el 6 de enero, alcanzó el primer puesto en el Oricon Daily y el 5º puesto en el Oricon Weekly, vendiendo un total de 18,665 copias. Todos los solos de la canción fueron dados a Airi y los demás miembros cantaron solo en el estribillo.
El 23 de febrero de 2010, se anunció que Nakajima Saki participaría en la obra de teatro de Morning Musume, FASHIONABLE.
El 16 de abril, ℃-ute abrió su propio blog en Gree.
El 28 de abril, el 12.º sencillo del grupo, Campus Life ~Umarete Kite Yokatta~, fue lanzado.
El 25 de agosto, lanzaron su 12.º sencillo Dance de Bakoon!.
Del 13 al 22 de octubre, ℃-ute protagonizó el musical Akuma no Tsubuyaki. En el día de la inauguración, lanzaron su 6.º sencillo indie Akuma de Cute na Seishun Graffiti, solo vendido en la venue del musical.
El 15 de octubre, ℃-ute abrió su propio canal de YouTube.
El 1 de diciembre, en tributo a la temporada de Navidad, lanzaron su 14º sencillo Aitai Lonely Christmas.
El 24 de diciembre, se anunció que ℃-ute y S/mileage tendrían un concierto juntas.

### 2011
El 1 de febrero, se anunció que ℃-ute lanzaría su sexto álbum titulado Chou! WONDERFUL 6.
El 23 de febrero, ℃-ute lanzó su 15º sencillo Kiss me Aishiteru.
El 6 de marzo, ℃-ute abrió una página de Facebook oficial.
El 12 de marzo, se anunció que ℃-ute cancelaría sus eventos debido al terremoto y tsunami.
Berryz Koubou y ℃-ute protagonizaron una obra titulada Jikuu no Tobira (Puerta del Tiempo).
El 25 de mayo, lanzaron su 16.º sencillo Momoiro Sparkling.
El 17 de junio, se anunció que ℃-ute y Berryz Koubou tendrían un tour en otoño.
El 18 de junio, ℃-ute emitió su concierto del ℃-ute Concert Tour 2011 Spring ~Chou! Chou WONDERFUL Tour~ a través de su canal oficial de YouTube. Suzuki comentó que este sería el primer concierto en Japón en ser transmitido por YouTube, y que ojalá así más gente las conozca. El stream fue un éxito. Después fue confirmado que 93,144 personas vieron el concierto por YouTube.
Se anunció que ℃-ute, junto a S/mileage, actuarían en el 24H TV Marathon de ese año.
El 7 de septiembre, ℃-ute lanzó su 17º sencillo titulado Sekaiichi Happy na Onna no Ko.
El 27 de septiembre, el programa de radio de ℃-ute llegó a su fin.
El 9 de noviembre, lanzaron junto a Berryz Koubou el sencillo "Amazuppai Haru ni Sakura Saku". Este fue usado como ending de la película Ousama Game, protagonizada por Kumai Yurina de Berryz Koubou y Suzuki Airi de ℃-ute.

### 2012
El 8 de febrero, el 7º álbum del grupo, Dainana Shou "Utsukushikutte Gomen ne", fue lanzado.
El 8 de abril, ℃-ute cantó en el festival de idols Idol Yokochō Matsuri, siendo su primer no-concierto de Hello! Project en toda su carrera. El proveedor BARKS halagó su "poderosa actuación" que fue "abrumadora desde el principio hasta el final" y que demostraron que eran la banda "número uno" de Hello! Project.
El 18 de abril, lanzaron su 18º sencillo titulado "Kimi wa Jitensha Watashi wa Densha de Kitaku", convirtiéndose en su sencillo más vendido en esos momentos.
El 20 de junio, ℃-ute lanzó su segundo sencillo colaboración junto a Berryz Koubou titulado "Chou HAPPY SONG". La canción es un remix de "Because happiness" de Berryz Koubou y "Shiawase no Tochuu" de ℃-ute.
También en junio, se anunció que el concierto de ℃-ute en el Yokosuka Arts Theater del 30 de junio se transmitiría por YouTube.
El 5 de septiembre, lanzaron su 19.º sencillo "Aitai Aitai Aitai na".
El 21 de noviembre, lanzaron su segundo best album ② ℃-ute Shinsei Naru Best Album.

### 2013
El 6 de febrero, lanzaron su 20º sencillo Kono Machi, una cover de la canción de Chisato Moritaka.
℃-ute protagonizó la obra de teatro Sakura no Hanataba. Duró del 14 al 24 de marzo.
En el evento de lanzamiento de Crazy Kanzen na Otona, se anunció que el 5 de julio, ℃-ute tendría un concierto en París, Francia por primera vez. También el 10 de septiembre, ℃-ute tendría su anual ℃-ute no Hi Concert en el Nippon Budokan.
El 29 de junio, el grupo recibió una certificación del Consejo de Aniversarios de Japón para hacer el "℃-ute no Hi" (Día de ℃-ute) un día nacional.
El 10 de julio, lanzaron su 22º sencillo Kanashiki Amefuri / Adam to Eve no Dilemma. Se convirtió en su sencillo más vendido hasta el siguiente sencillo.
El 16 de agosto, se anunció que ℃-ute y S/mileage tendrían juntas un live house fan club tour titulado “Naruchika 2013 Aki ℃-ute x S/mileage” del 5 de octubre al 8 de diciembre.
El 6 de noviembre, lanzaron su 23.er sencillo "Tokai no Hitorigurashi / Aitte Motto Zanshin". Este se convirtió en su sencillo más vendido hasta el 2015.

### 2014
El 26 de enero, en un evento de lanzamiento, se anunció el 24º sencillo de ℃-ute titulado "Kokoro no Sakebi wo Uta ni Shitemita / Love take it all". Fue lanzado el 3 de marzo.
El 24 de febrero, se anunció que ℃-ute colaboraría con Reebok para promocionar su producto Your Reebok. Ambas canciones del sencillo Kokoro no Sakebi wo Uta ni Shitemita / Love take it all se usaron para la colaboración "Your Reebok x ℃-ute".
El 5 de marzo, se anunció que Love take it all de ℃-ute sería la canción de inauguración de la Campaña Idol de BS-TBS. También tuvieron un programa de TV de 6 episodios titulado ℃-ute no Challenge TV todos los últimos jueves de cada mes en BS-TBS.
El 15 de abril, se anunció que Berryz Koubou y ℃-ute habían sido invitadas a la 15th Japan Expo de París como invitadas especiales.
El 3 de mayo, Yajima Maimi anunció durante el último MC del ℃-ute Concert Tour 2014 Haru ~C-ute no Honne~, que ℃-ute tendría un concierto en el Budokan el 10 de septiembre, "℃-ute no Hi".
El 16 de julio, lanzaron su 25º sencillo The Power / Kanashiki Heaven (Single Version).
El 23 de agosto, se anunció que ℃-ute había conseguido dos récords mundiales, uno el de pasar un huevo en fila durante una hora y 30 minutos y otro el de mayor número de aperitivos comidos en una hora.
El 27 de septiembre, ℃-ute cantó en el 2014 Aomori SHOCK ON open-air music festival junto a Berryz Koubou y otros artistas.
El 19 de noviembre, lanzaron su 26º sencillo I miss you / THE FUTURE.
El 20 de noviembre, ℃-ute cantó junto a otros artistas en el evento del 35 aniversario de Tower Records.

### 2015
El 1 de abril, lanzaron su 27º sencillo The Middle Management ~Josei Chuukan Kanrishoku~ / Gamusha LIFE / Tsugi no Kado wo Magare. Este sencillo conmemora el décimo aniversario del grupo.
El 2 de abril, ℃-ute y Country Girls cantaron en el forTUNE fes vol.0 junto a otros artistas.
El 26 de abril, ℃-ute anunció durante su concierto en Shibuya Kokaido que darían un concierto en México el 19 de septiembre titulado ℃-ute Cutie Circuit ~¡Vamos a México!~.
El 28 de octubre, lanzaron su 28º sencillo Arigatou ~Mugen no Yell~ / Arashi wo Okosunda Exciting Fight!. Este se convirtió en su sencillo más vendido. También se utilizó como himno de la Federación de Lucha de Japón.
El 16 de diciembre, ℃-ute cantó en el 2015 FNS Kayousai THE LIVE'' de Fuji TV junto a Morning Musume '15 y ANGERME.
El 23 de diciembre, lanzaron su noveno álbum de estudio, ℃maj9.

### 2016
El 20 de abril, lanzaron su 29º sencillo Naze Hito wa Arasoun Darou? / Summer Wind / Jinsei wa STEP!.
El 18 de julio, ℃-ute cantó en el 2016 FNS Uta no Natsu Matsuri junto a Morning Musume '16 y ANGERME.
El 20 de agosto, se anunció que ℃-ute se disolverá en junio de 2017 en un último concierto en el Saitama Super Arena. Desde febrero, cuando todas las cinco miembros ya tenían al menos 20 años, empezaron a pensar sobre el futuro del grupo. Cuando se les dijo que tendrían un concierto en el Saitama Super Arena, discutieron tres opciones: seguir con el grupo, pero graduarse de Hello! Project; empezar un hiatus; o separarse, la cual eligieron. Como ℃-ute comenzó y creció como parte de Hello! Project, las miembros quieren que el grupo terminé como el "℃-ute de Hello! Project" tras 12 años. Cuando el concierto en el Saitama Super Arena concluya, las miembros comenzarian a perseguir sus metas individuales.
El 2 de noviembre, lanzaron su 30.º sencillo "Mugen Climax / Ai wa Maru de Seidenki / Singing ~Ano Koro no You ni~."
℃-ute apareció durante la primera noche del FNS Kayousai 2016 de Fuji TV el 7 de diciembre en una actuación colaborativa con Chisato Moritaka, y también durante la segunda noche del 14 de diciembre, actuando en un popurrí de ídols con otros grupos. incluyendo Morning Musume '16. Cuando ℃-ute interpretó "Kiss me Aishiteru", recibieron un mensaje de video de Tsunku que elogió lo bien que lo habían hecho en los últimos 10 años.

### 2017
El 5 de enero, durante el primer concierto de ℃-ute Shinshun Concert 2017 ~℃OMPASS~ , ℃-ute anunció que su concierto final en Saitama Super Arena se llevaría a cabo el 12 de junio, el día después de su 12 ° aniversario.  Ellos también anunció el 22 de marzo como la fecha de lanzamiento inicial de su último sencillo, luego titulado "To Tomorrow / Final Squall / The Curtain Rises", pero se pospuso hasta el 29 de marzo debido a "problemas de producción".
El 8 de marzo, se anunció que un café de colaboración llamado ℃afe ℃-ute estaría abierto por un tiempo limitado del 28 de abril al 14 de mayo en AREA-Q en Harajuku, Tokio. El café tenía un tablero en el que los fanáticos podían escribir mensajes de aliento para el concierto de Saitama Super Arena; exhibió los 12 años de historia del grupo con los disfraces, fotos y videos favoritos de los miembros; y sirvió comida y bebidas originales conceptualizadas por los miembros de ℃-ute.
El 3 de mayo, ℃-ute lanzó su tercer recopilatorio y álbum final, ℃OMPLETE SINGLE COLLECTION.
℃-ute se disolvió oficialmente el 12 de junio a las 9:10 p. m. al final del ℃-ute Last Concert in Saitama Super Arena ~Thank you team℃-ute~.
Un último photobook, que incluye fotos detrás de escena de su concierto final, titulado Brilliant - Hikari Kagayaku  fue lanzado el 10 de septiembre.

## Origen del nombre
℃-ute fue nombrado por Tsunku. Según él, y el sitio web oficial de Hello! Project, viene de la palabra inglesa cute, que significa "(pequeño y) encantador, guapo" ((小さくて) かわいらしい，可憐な). Queriendo expresar el desbordante fervor (entusiasmo) de las chicas, sustituyó "℃" por "C".
Por casualidad, Aa!, Berryz Kobo y ℃-ute están en orden alfabético (ABC) y ZYX está inversamente en orden alfabético (XYZ).

## Integrantes

### Integrantes al momento de su disolución
| Nombre                     | Fecha de nacimiento  | Edad    | Prefectura de origen  | Grupo sanguíneo | Color*   | Notas                       |
| -------------------------- | -------------------- | ------- | --------------------- | --------------- | -------- | --------------------------- |
| Maimi Yajima (矢島 舞美?)  | 7 de febrero de 1992 | 33 años | Saitama               | O               | Rojo     | Líder                       |
| Saki Nakajima (中島 早貴?) | 5 de febrero de 1994 | 31 años | Saitama               | O               | Azul     | Sub-Líder                   |
| Airi Suzuki (鈴木 愛理?)   | 12 de abril de 1994  | 30 años | Chiba (nació en Gifu) | B               | Rosa     | También exmiembro de Buono! |
| Chisato Okai (岡井 千聖?)  | 21 de junio de 1994  | 30 años | Saitama               | A               | Verde    |                             |
| Mai Hagiwara (萩原 舞?)    | 7 de febrero de 1996 | 29 años | Saitama               | AB              | Amarillo |                             |

*Todos los valores de color son aproximados.

### Integrantes antiguos
- Megumi Murakami (村上　愛?) — se retiró el 1 de noviembre de 2006
- Kanna Arihara (有原 栞菜?) — se retiró el 9 de julio de 2009
- Erika Umeda (梅田 えりか?) — se retiró el 25 de octubre de 2009

## Causas de graduaciones o retiros del grupo
- Megumi Murakami (村上愛?): De forma repetina se retiró el 1 de noviembre de 2006 para continuar sus estudios y tener una vida privada.
- Kanna Arihara (有原栞菜?): Se retiró el 9 de julio de 2009 ya que se rumoreaba que se le había visto con un chico (las idols de Hello! Project tienen prohibido salir con chicos), pero era mentira. Meses después, se le detectó un juanete en uno de sus pies, y en septiembre de 2009 la operaron; posteriormente la agencia de Hello! Porject le pidió volver, pero ella prefirió no hacerlo, ya que se habían rumoreado muchas cosas sobre ella. Actualmente trabaja en una agencia de modelos llamada BLUE ROSE.
- Erika Umeda (梅田えりか?): Su graduación fue el 25 de octubre de 2009. Se retiró para hacer carrera de modelo.

## Discografía, Publicaciones, y trabajos
Los siguientes CD y DVD de los sencillos, fueron lanzados por la discográfica Zetima.

### Álbumes
- Cutie Queen VOL. 1
- ② mini ~Ikiru to Iu Chikara~
- 3rd ~LOVE Escalation!~
- ④ Akogare My STAR
- ℃-ute Nandesu! Zen Single Atsumechaimashita! ①
- Shocking 5
- Chou WONDERFUL! ⑥
- Dai Nana Shou "Utsukushikutte Gomen ne"
- ② ℃-ute Shinsei Naru Best Album
- ⑧ Queen of J-POP
- ℃maj9
- ℃OMPLETE SINGLE COLLECTION

### Sencillos
Sencillos indies
- Massara Blue Jeans
- Soku Dakishimete
- Ōki na Ai de Motenashite
- Wakkyanai (Z)
- Koero! Rakuten Eagles

Sencillos en un sello discográfico mayor
1. «Sakura Chirari»
2. «Meguru Koi no Kisetsu»
3. «Tokaikko Junjou»
4. «LALALA Shiawase no Uta»
5. «Namida no Iro»
6. «Edo no Temari Uta II»
7. «FOREVER LOVE»
8. «Bye Bye Bye!»
9. «Shochuu Omimai Moushiagemasu»
10. «EVERYDAY Zekkouchou!!»
11. «SHOCK!»
12. «Campus Life ~Umarete Kite Yokatta~»
13. «Dance de Bakoon!»
14. «Aitai Lonely Christmas»
15. «Kiss Me Aishiteru»
16. «Momoiro Sparkling»
17. «Sekaiichi HAPPY na Onna no Ko»
18. «Kimi wa Jitensha Watashi wa Densha de Kitaku»
19. «Aitai Aitai Aitai na»
20. «Kono Machi»
21. «Crazy Kanzen na Otona»
22. «Kanashiki Amefuri / Adam to Eve no Dilemma»
23. «Tokai no Hitorigurashi / Aitte Motto Zanshin»
24. «Kokoro no Sakebi wo Uta ni Shitemita / Love Take it All!»
25. «The Power / Kanashiki Heaven (Single Version)»
26. «I miss You / THE FUTURE»
27. «The Middle Management ~Josei Chuukan Kanrishoku~ / Gamusha LIFE / Tsugi no Kado wo Magare»
28. «Arigatou ~Mugen no Yell~ / Arashi wo Okosunda Exciting Fight!»
29. Naze Hoto wa Arasoun Darou? / Summer Wind / Jinsei wa STEP!
30. Mugen Climax / Ai wa Maru de Seideiki / Singing ~Ano Koro no You ni~
31. To Tomorrow / Final Squall / The Curtain Rises (Último sencillo)

Sencillos especiales
- Koero! Rakuten Eagles

- Akuma de Cute na Seishun Graffiti

Sencillos de colaboración
- Busu ni Naranai Tetsugaku de Mobekimasu
- Amazuppai Haru ni Sakura Saku de Berryz Kobo×°C-ute (Berikyũ)
- Makeruna Wasshoi! de Bekimasu
- Chō HAPPY SONG de Berryz Kobo×°C-ute (Berikyũ)

### Compilaciones
- Hello! Project - Petit Best 7 (#11 Ooki na Ai de Motenashite)
- Hello! Project - Petit Best 8 (#9 Sakura Chirari)
- Hello! Project - Petit Best 9 (#3 Edo no Temari Uta II, #14 Koero! Rakuten Eagles)
- Hello! Project - Chanpuru ① ~Happy Marriage Song Cover Shuu~ (#2 Ai wa Katsu - °C-ute, Mano Erina)
- Hello! Project - Petit Best 10 (#3 EVERYDAY Zekkōchō!!)
- Various - Tohoku Rakuten Golden Eagles 5th Anniversary "Songs of Rakuten Eagles" (#5 Koero! Rakuten Eagles)

### Photobooks
- So ℃-ute!
- Alo! Hello ℃-ute Photobook (アロハロ！℃-ute)
- ℃-ute photo comic "℃ompact ℃ream" (℃-ute photo comic 『℃ompact ℃ream (コンパクト ドリーム)』)
- Cutest
- Alo-Hello! ℃-ute 2012 (アロハロ！℃-ute 2012)
- ℃-ute Official Book "9gatsu 10ka wa ℃-ute no Hi"
- Alo-Hello! ℃-ute 2014 (アロハロ! ℃-ute 2014)
- ℃-ute 10th Anniversary Book
- ℃-ute Last Official Book
- Brilliant - Hikari Kagayaku (Brilliant - 光り輝く)

### Programas de TV
- Hello! Morning (2 episodios)
- ℃-ute has come. ~℃-ute ga Yatte Kita~
- Berikyuu!
- Yorosen!
- Bijo Houdan (美女放談) (4 episodios)
- Bijo Gaku (美女学)
- Hello Pro! TIME
- Hello! SATOYAMA Life
- The Girls Live
- ℃-ute no Challenge TV

### Teatro
- Neruko wa ℃-ute
- Keitai Shosetsuka
- Atarumo Hakke!?
- Akuma no Tsubuyaki
- Sengoku Jieitai (Obra de Teatro)
- Sakura no Hanataba

## Conciertos
Anexo: Conciertos de ℃-ute

## Premios
- Grupo más joven (con edad media de 13) en debutar en el top 10.
- 49th Japan Record Award: Mejor Nuevo Artista del 2007.
- Cable Music Award: 2007.
- Grupo más joven en conseguir el premio al Mejor Nuevo Artista.
- 50th Japan Record Award: Mejores Trabajos del año 2008.
- Nominado al "Premio de la Excelencia" en el 50th Japan Record Awards (perdió contra EXILE).
- 10 de septiembre, "℃-ute no Hi" (℃-uteの日; Día de ℃-ute) reconocido oficialmente como día nacional.
- Mayor número de personas en pasar un huevo (Guinness World Records).
- Mayor número de aperitivos comidos en una hora (Guinness World Records).